# Liste der Bodendenkmale in Britz (bei Eberswalde)
Die Liste der Bodendenkmale in Britz enthält alle Bodendenkmale der brandenburgischen Gemeinde Britz und ihrer Ortsteile auf der Grundlage der Landesdenkmalliste vom 31. Dezember 2021.
Die Baudenkmale sind in der Liste der Baudenkmale in Britz aufgeführt.
| Gemarkung                  | Flur | Kurzansprache | Bodendenkmalnummer | Bemerkung | Bild |
| -------------------------- | ---- | --- | ------------------ | --------- | ---- |
| Britz (Lage)               | 2    | Siedlung Neolithikum, Siedlung Bronzezeit, Siedlung slawisches Mittelalter                                                         | 40033              |           |      |
| Britz (Lage)               | 3    | Rast- und Werkplatz Mesolithikum                                                                                                   | 40034              |           |      |
| Britz (Lage)               | 1    | Rast- und Werkplatz Mesolithikum                                                                                                   | 40036              |           |      |
| Britz (Lage)               | 3    | Siedlung Bronzezeit | 40037              |           |      |
| Britz (Lage)               | 1, 2 | Dorfkern deutsches Mittelalter, Dorfkern Neuzeit, Gräberfeld Bronzezeit                                                            | 40038              |           |      |
| Britz (Lage)               | 3    | Gräberfeld Bronzezeit | 40039              |           |      |
| Britz (Lage)               | 2    | Gräberfeld Bronzezeit, Siedlung Steinzeit                                                                                          | 40040              |           |      |
| Britz (Lage)               | 2    | Siedlung Neolithikum, Einzelfund römische Kaiserzeit, Einzelfund Mesolithikum, Siedlung Bronzezeit                                 | 40041              |           |      |
| Britz (Lage)               | 2    | Siedlung Neolithikum, Siedlung Bronzezeit, Siedlung slawisches Mittelalter                                                         | 40042              |           |      |
| Britz (Lage)               | 1    | Siedlung Bronzezeit, Siedlung Eisenzeit                                                                                            | 40043              |           |      |
| Britz (Lage)               | 3    | Rast- und Werkplatz Mesolithikum                                                                                                   | 40044              |           |      |
| Britz (Lage)               | 3    | Rast- und Werkplatz Mesolithikum                                                                                                   | 40045              |           |      |
| Britz (Lage)               | 3    | Siedlung Steinzeit | 40046              |           |      |
| Britz (Lage)               | 3    | Rast- und Werkplatz Mesolithikum                                                                                                   | 40047              |           |      |
| Britz (Lage)               | 1, 3 | Rast- und Werkplatz Mesolithikum                                                                                                   | 40048              |           |      |
| Britz (Lage)               | 3    | Rast- und Werkplatz Mesolithikum                                                                                                   | 40049              |           |      |
| Britz (Lage)               | 3    | Rast- und Werkplatz Mesolithikum                                                                                                   | 40050              |           |      |
| Britz, Chorin (Lage)       | 1, 3 | Wüstung deutsches Mittelalter, Siedlung Steinzeit, Einzelfund Bronzezeit                                                           | 40035              |           |      |
| Britz, Lichterfelde (Lage) | 2, 3 | Gräberfeld Bronzezeit, Rast- und Werkplatz Mesolithikum, Siedlung Bronzezeit, Siedlung Neolithikum, Gräberfeld römische Kaiserzeit | 40032              |           |      |
| Britz, Lichterfelde (Lage) | 3, 3 | Gräberfeld Bronzezeit, Siedlung Bronzezeit, Siedlung Neolithikum                                                                   | 40272              |           |      |
| Britz, Lichterfelde (Lage) | 2, 3 | Siedlung Bronzezeit | 40281              |           |      |